# نبرد قلعه واکائه
نبرد قلعه واکائه (به ژاپنی: 若江城の戦い) به نبرد مابین خاندان اودا و نیروهای وفادار به میوشی یوشیتسوگو در نزدیکی قلعه واکائه در ولایت کاواچی در اواخر دوره سنگوکو اشاره دارد.